# Dongfeng Commercial Vehicles
Dongfeng Commercial Vehicles, DFCV, (kinesiska: 东风商用车) är en kinesisk lastbilstillverkare som ägs av statliga Dongfeng och svenska Volvo. Dongfeng har tillverkar lastbilar sedan 1969, men fick sin nuvarande form 2013 när huvuddelen av Dongfengs verksamhet inom tunga och medeltunga fordon togs över av DFCV.